# Kjúšodžucu

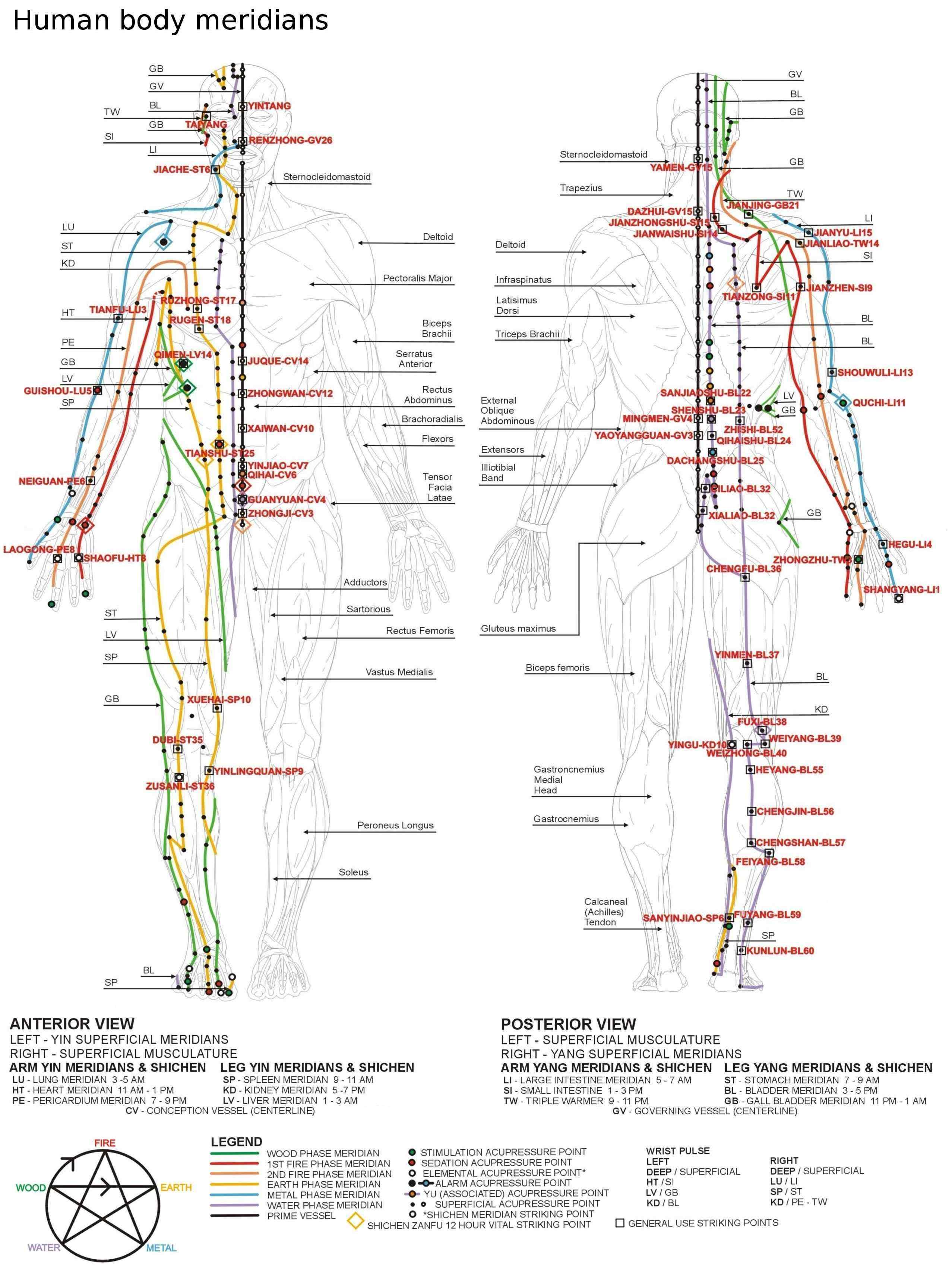
Tlakové body

Kjúšodžucu nebo jen Kjúšo, je soubor znalostí týkající se vitálních/tlakových bodů na těle. Používá se v různých bojových stylech. Kjúšo není samostatné bojové umění. Kjúšo má původ v Indii a Číně. Používá se např. v Takeda-rjú (tam ale vzniklo z v Japonsku, a to díky Minamoto no Jošimicuovi). Kjúšodžucu pracuje s vitálními místy, ke kterým se dá dostat a ovlivňují lidské tělo. Na rozdíl od jiných metod se útočí hlavně na vnější struktury těla, jako jsou svaly a kosti, a obránce posílá správně vedeným úderem, kopem nebo tlakem zprávy nervovému systémem do mozku, aby došlo k dysfunkci svalů a fyzických funkcí.